# Veramente (Mario Venuti)
Veramente è un singolo del cantante italiano Mario Venuti, pubblicato nel 2003 come primo estratto dall'album Grandimprese.

## Descrizione
Il singolo è il primo pubblicato con l'etichetta indipendente catanese Musica&Suoni, dopo che Venuti aveva avuto problemi contrattuali con la sua etichetta precedente Cyclope/Polydor.

## Tracce

### CD Single
1. Veramente
2. Veramente (lofty ideals remix)
3. Veramente (drop acoustic D'n'G edit)
4. Veramente (t.p. summer radio edit)
5. Veramente (video)

### CD Promo
1. Veramente